# Maya Detiège
Maya F.C. Detiège, née le 30 août 1967 à Anvers est une femme politique belge flamande, membre du SP. Elle est la fille de l'ancienne bourgmestre d'Anvers, Leona Detiège.
Elle est licenciée en sciences pharmaceutiques et pharmacienne. 

## Fonctions politiques
- Ancienne conseillère de la province d'Anvers;
- Ancienne membre du conseil de district d’Anvers;
- Conseillère communale d'Anvers;
- Députée fédérale (2003-2019);
- Présidente (2015-2016) puis vice-présidente (2017-2018) du Parlement du Benelux.